# Anxylotoles
Anxylotoles caudatus, jedina vrsta kukca porodice strizibuba (Cerambycidae) unutar roda Anxylotoles. Rod i vrstu opisao je W. S. Fisher, 1935.
Vrsta je rasprostranjena na otoku Borneo na planinama Mount Kinabalu. Klasificira se potporodici lamiinae, tribus Morimopsini.